# Gilt
Les gilts, abréviation de gilt-edged securities, soit littéralement « valeurs mobilières dorées sur tranche », sont les emprunts d'État émis par le Royaume-Uni.

## Origine du nom
L'appellation vient du papier, effectivement doré sur la tranche, qu'utilisait anciennement le Trésor britannique pour l'impression desdits emprunts. "Gilt-edged" est ainsi devenu, en anglais courant, l'équivalent de l'expression française "placement de père de famille" : sûr, mais d'un faible rapport.

## Émetteur et notation financière
Le Trésor britannique ne dispose plus des notes maximales des Agences de notation.  Depuis 1998, les gilts sont émis et gérés par une agence de la dette, le Debt Management Office (DMO).

## Caractéristiques principales
- domestiques :le système de retraite britannique est en grande partie par capitalisation et a donc des besoins importants en obligations à long terme
- qu'étrangers : en n'adoptant pas l'euro, le Royaume-Uni a fait de facto de la livre sterling une monnaie de diversification, qui doit être représentée dans les portefeuilles internationaux.

Cette situation est une source structurelle de déséquilibres sur le marché des taux d'intérêt britanniques. Pendant la période 1996-2002, ces déséquilibres ont été poussés à des niveaux exceptionnels parmi les marchés d'emprunts d'État de pays développés. Pendant ces années, la dette publique britannique a diminué, passant de 44 % du PIB en 1996-97 à 31 % en 2002-2003. La part de l'encours des gilts détenus par les assureurs et fonds de pension a atteint 70 % à la mi-2002. Par deux fois, à l'automne 1998, grâce à LTCM et au printemps 2000, les gilts à long terme ont atteint les taux excessivement bas de Libor - 140 pb. 
L'investissement massif du gouvernement britannique dans les services publics à partir de 2002 a pour l'instant inversé la tendance et les émissions de gilts depuis mi-2002 se déroulent à un rythme très élevé, aussi important que celui des Bunds allemands.[Passage à actualiser]
Enfin, le marché des gilts a longtemps été perturbé par des règlementations (le Minimum Funding Requirement, cf ci-dessous, ou encore, jusqu'en 2000, l'admission des seuls gilts au repo de la Banque d'Angleterre) qui favorisaient manipulations et squeezes. Pour les banques étrangères établies à Londres, les gilts ont souvent ainsi été synonyme de cauchemar : beaucoup y ont perdu des fortunes et ont abandonné leur cotation.

## LeMinimum Funding Requirement(MFR)
La législation qui a institué le MFR a été adoptée en 1995 en réaction à l'affaire Robert Maxwell. Ce patron de presse, avant de se suicider en 1991, avait détourné les avoirs de la caisse de retraite de ses employés, les utilisant pour entre autres soutenir artificiellement le cours des actions de son groupe. 
La méthode choisie par le législateur pour augmenter la sécurité des cotisants était de contraindre les gestionnaires de caisses de retraite à investir dans des actifs financiers spécifiques en face de certaines parties  de leurs engagements. Notamment, une partie des engagements seraient réévalués régulièrement selon l'évolution des gilts à 15 ans.
C'était créer là une machine infernale : on donnait aux gestionnaires un indice qui était le prix de marché d'un instrument qui n'existait qu'en quantité finie, et que donc tous leurs concurrents pouvaient manipuler. S'ils ne voulaient pas se faire "squeezer" par d'autres, il fallait qu'ils le squeezent eux-mêmes. Les prix des gilts longs se sont envolés à des niveaux irréalistes.
L'abolition prochaine du MFR a été annoncée le 7 mars 2002 par le Chancelier de l'Échiquier et devrait intervenir en décembre 2005.[Passage à actualiser]